# Gennadi Michailowitsch Strekalow
Gennadi Michailowitsch Strekalow (russisch Геннадий Михайлович Стрекалов, wiss. Transliteration Gennadij Michajlovič Strekalov; * 28. Oktober 1940 in Mytischtschi, Oblast Moskau, Russische SFSR; † 25. Dezember 2004 in Moskau) war ein sowjetischer und russischer Kosmonaut und gehörte zur Stammbesatzung der Raumstation Mir.
Strekalow studierte an der Staatlichen Moskauer Technologischen Universität das Ingenieurwesen für das sowjetische Raketenprogramm. Er stand seit 27. März 1973 in Diensten der russischen Weltraumbehörden und startete im Jahr 1980 zu seinem ersten Flug ins All. Bis 17. Januar 1995 hatte er an insgesamt fünf sowjetischen Weltraummissionen teilgenommen. Er gehörte von 1987 bis 2002 zu den Sojus-Missionen, von 1990 bis 1995 war er Angehöriger der russischen Mir-Stammbesatzungen. Insgesamt befand er sich während seines Lebens 268 Tage, 22 Stunden und 22 Minuten im Weltall. Strekalow wurde mit vielen Auszeichnungen versehen. Nach seinem ersten Flug 1980 erhielt er die höchste Auszeichnung der UdSSR, den Titel „Held der Sowjetunion“.
Weltweit bekannt wurde Strekalow im September 1983, als er sich zusammen mit Wladimir Titow in letzter Sekunde retten konnte. Sie sollten damals vom Weltraumbahnhof Baikonur aus ins All starten, als gut eine Minute vor Zündung der Triebwerke die Sojus-Trägerrakete aufgrund auslaufenden Treibstoffs direkt auf der Startrampe Feuer fing. Wenige Sekunden vor der Explosion der Rakete (welche zur Zerstörung des Startplatzes führte) brachte das Notfallrettungssystem die Landekapsel Sojus T-10-1 mit den beiden Kosmonauten aus der Gefahrzone.
Zu seiner letzten Mission Mir EO-18 flog Strekalow mit der Mission Sojus TM-21 wieder zur Mir. Erstmals war ein amerikanischer Astronaut mit an Bord einer Sojus-Kapsel. Den Rückflug zur Erde absolvierte er mit dem Space Shuttle Atlantis auf der Mission STS-71. Während dieser Mir-Mission sorgte er nochmals für Aufsehen: Er weigerte sich aus Sicherheitsgründen, einen außerplanmäßigen Außenbordeinsatz durchzuführen, bei dem er ein verklemmtes Solarpanel hätte lösen sollen. Daraufhin wurden ihm vom Staat einige seiner Vergünstigungen gestrichen. Strekalow ging vor Gericht und gewann den Streit gegen seinen ehemaligen Arbeitgeber.
1995 ging der Weltraumveteran in den Ruhestand. Am 25. Dezember 2004 starb Strekalow in Moskau an Krebs.